# Galerie nationale du Jeu de Paume
Die Galerie nationale du Jeu de Paume (kurz Jeu de Paume) ist ein Museum für zeitgenössische Kunst im 1. Arrondissement von Paris.
Das Gebäude wurde 1861 unter Napoléon III. erbaut und anfangs als Sporthalle für das Ballspiel Jeu de Paume genutzt. Ab 1909 dienten die Räume der Sammlung von Kunst. Heute sind sie Ort für Ausstellungen zeitgenössischer Fotografie und Videokunst.

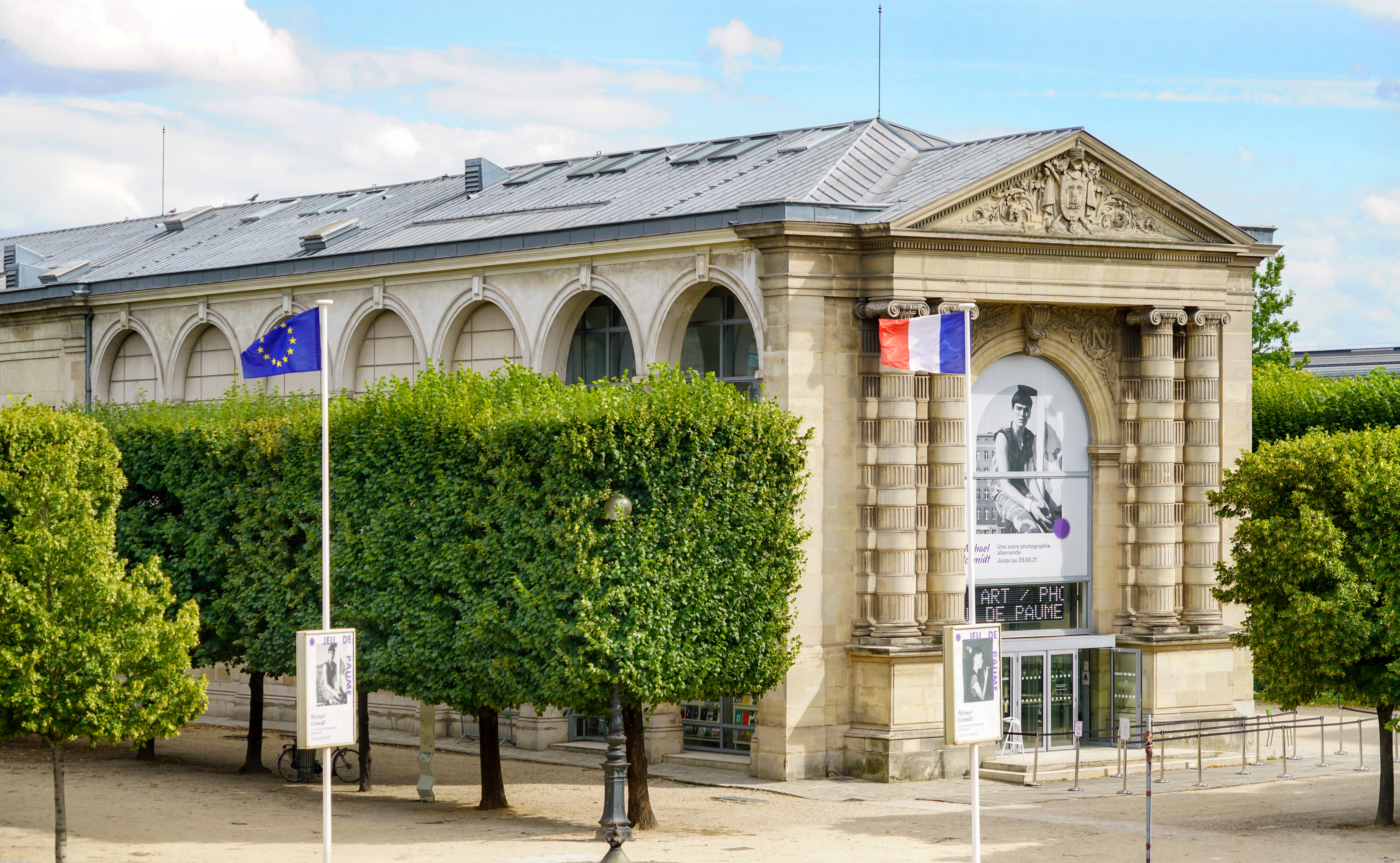
Galerie nationale du Jeu de Paume, Paris

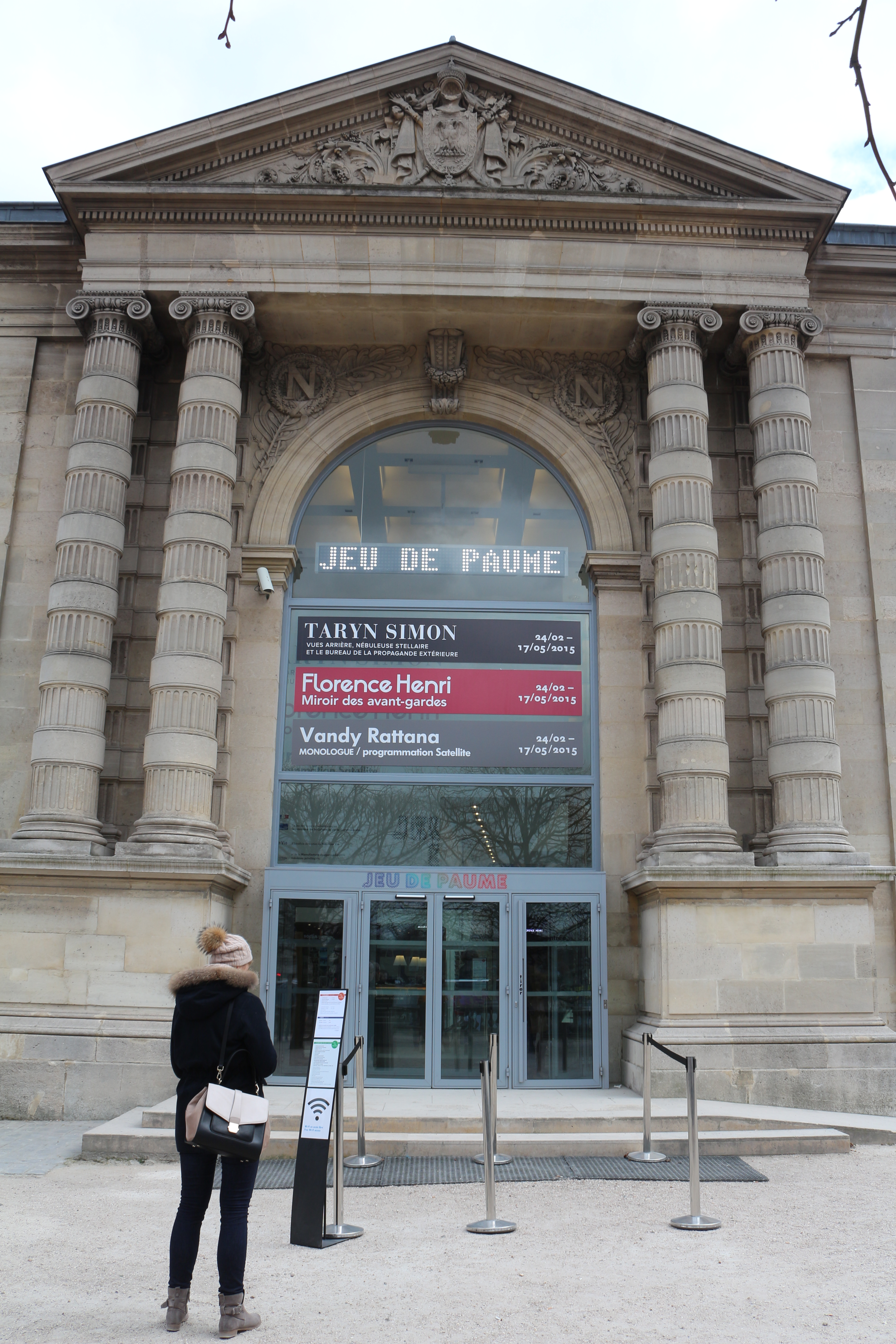
Eingangsbereich der Galerie nationale du Jeu de Paume im März 2015

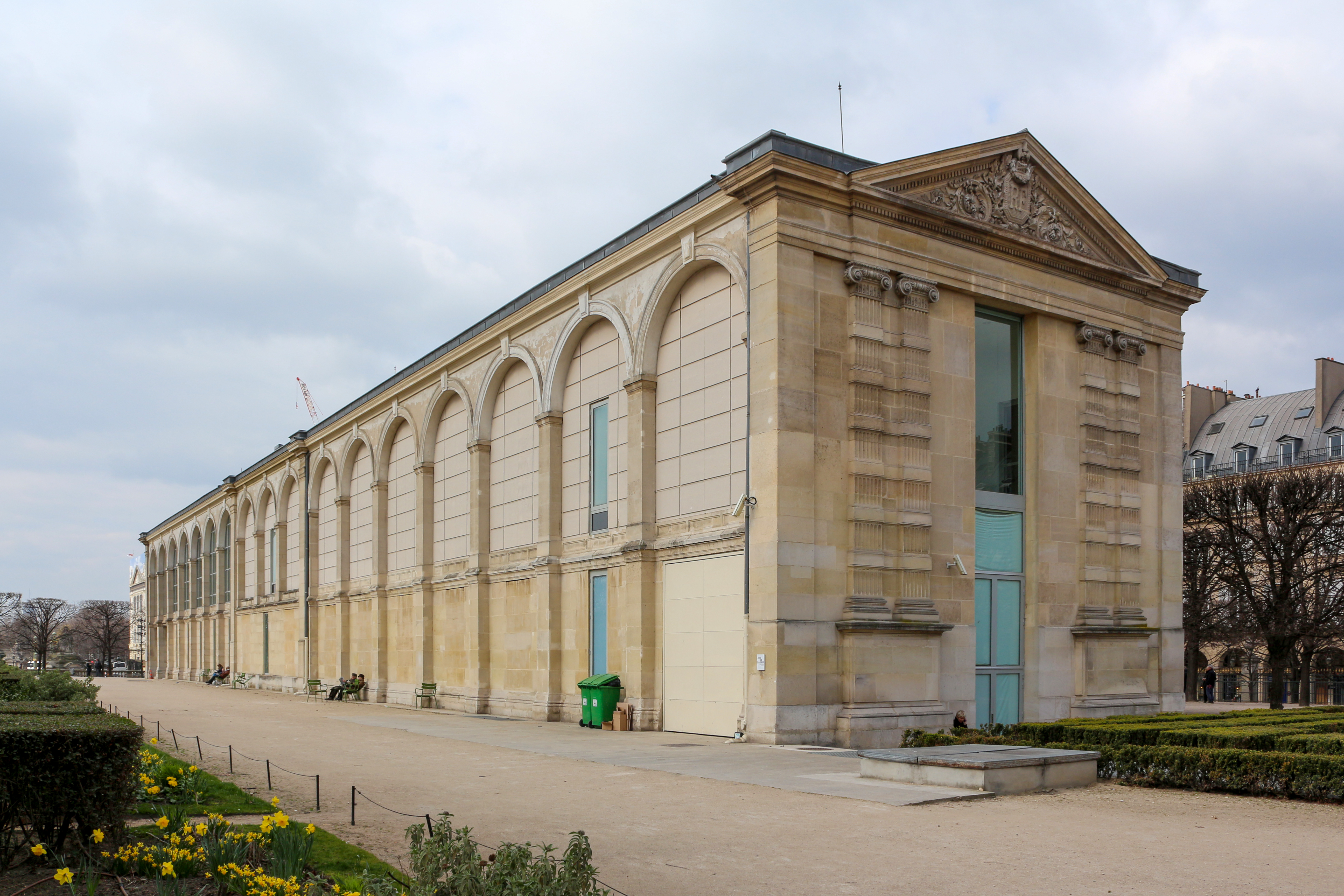
Rückseite der Galerie im März 2015

## Lage

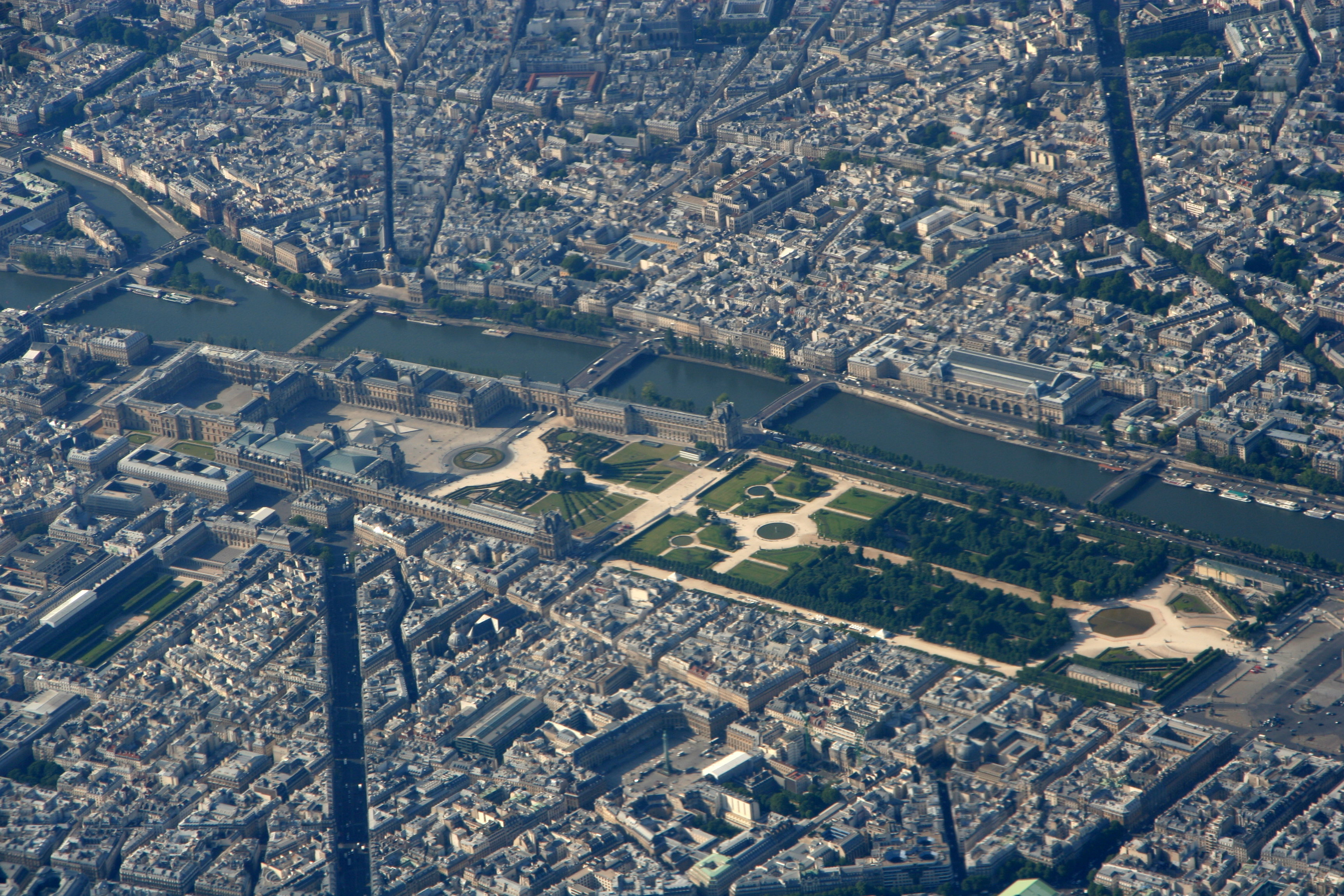
Blick auf den Tuileriengarten mit Jeu de Paume rechts unten, Orangerie rechts oben und Louvre, links

Die Galerie nationale du Jeu de Paume liegt im Nordwesten des Tuileriengartens an der Place de la Concorde. Sie steht auf der längs zur Rue de Rivoli laufenden Terrasse des Feuillants.

## Gebäude

### Geschichte
Das Gebäude wurde im Jahr 1861 unter der Regierung Napoléon III. vom Architekten Viraut erbaut. Es war mit Spielfeldern für das Jeu de Paume, einem Vorläufer des Tennis, ausgestattet.
Seit 1909 ist das ehemalige Ballhaus der Kunst gewidmet. Es ist neben dem Louvre und dem gegenüberliegenden Musée de l’Orangerie das dritte Museum im Tuileriengarten.
Im Zweiten Weltkrieg diente das Museum den deutschen Besatzern als Umschlagsort für geraubte Kunstwerke. Die Nationalsozialisten beschlagnahmten Kunstwerke aus jüdischem Besitz und brachten sie ins Jeu de Paume, um sie zu inventarisieren und katalogisieren, damit hohe Funktionäre sich Bilder zum eigenen Gebrauch aussuchen konnten. Die Bilder wurden anschließend nach Deutschland gebracht. Die Nazis beschlagnahmten ebenfalls moderne Kunst und Bilder jüdischer Künstler, die sie als entartet bezeichneten, und lagerten sie im Museum Jeu de Paume ein. Sie nutzten diese Bilder als Handelsware zum Eintausch gegen Bilder, die ihnen als genehm erschienen. Was übrig blieb, zerstörten die Nazis vor ihrem Abzug.

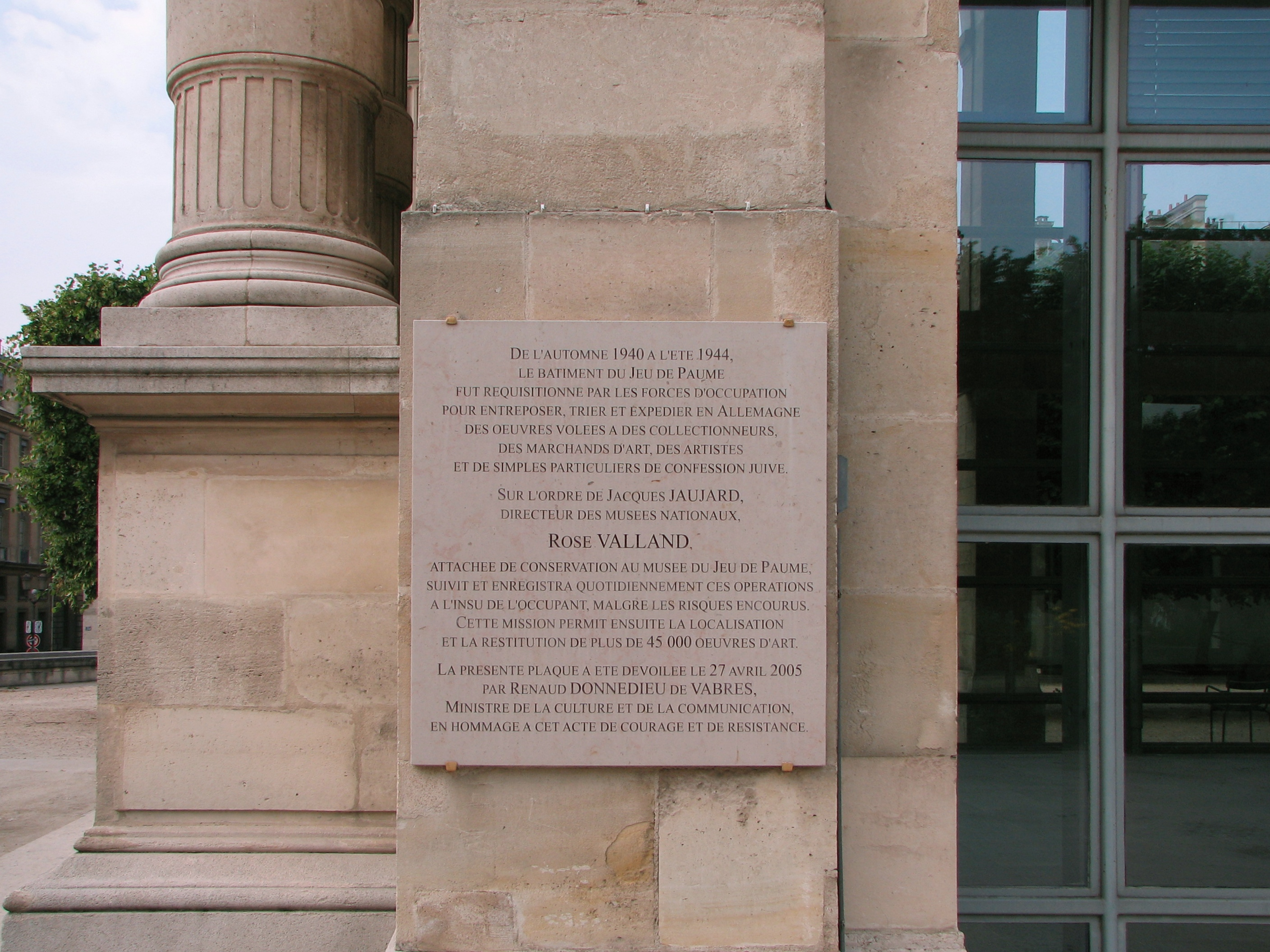
Gedenktafel für Rose Valland

Während der Besatzungszeit arbeitete die französische Kuratorin Rose Valland im Museum. Sie hatte Verbindungen zur Résistance und machte sich Aufzeichnungen über die Einzelheiten des Kunstraubes. Nach dem Krieg konnte sie zur Aufklärung der Verbrechen beitragen.
Von 1947 bis zur Öffnung des Musée d’Orsay im Jahre 1986 hieß das Museum Galerie du Jeu de Paume. Es wurden Werke von Impressionisten ausgestellt.
Auf Initiative des Kultusministers Jack Lang öffnete die Galerie nach Ausbauarbeiten unter Leitung von Antoine Stinco zu Beginn der neunziger Jahre wieder als Galerie nationale du Jeu de Paume, einem Ausstellungsort der modernen und zeitgenössischen Kunst. Seit 2004 widmet sie sich ausschließlich der zeitgenössischen Fotografie und der Videokunst.

### Dimensionen
- Länge und Breite: 80 × 13 m
- Nutzfläche: 2754,50 m²
- Ausstellungsfläche: 1137 m²
- Neun Säle auf drei Ebenen
- Mit 420 m Wandlänge
- Lichte Höhe der meisten Säle: 4,50 m^

## Ausstellungen (Auswahl)

### Einzelausstellungen

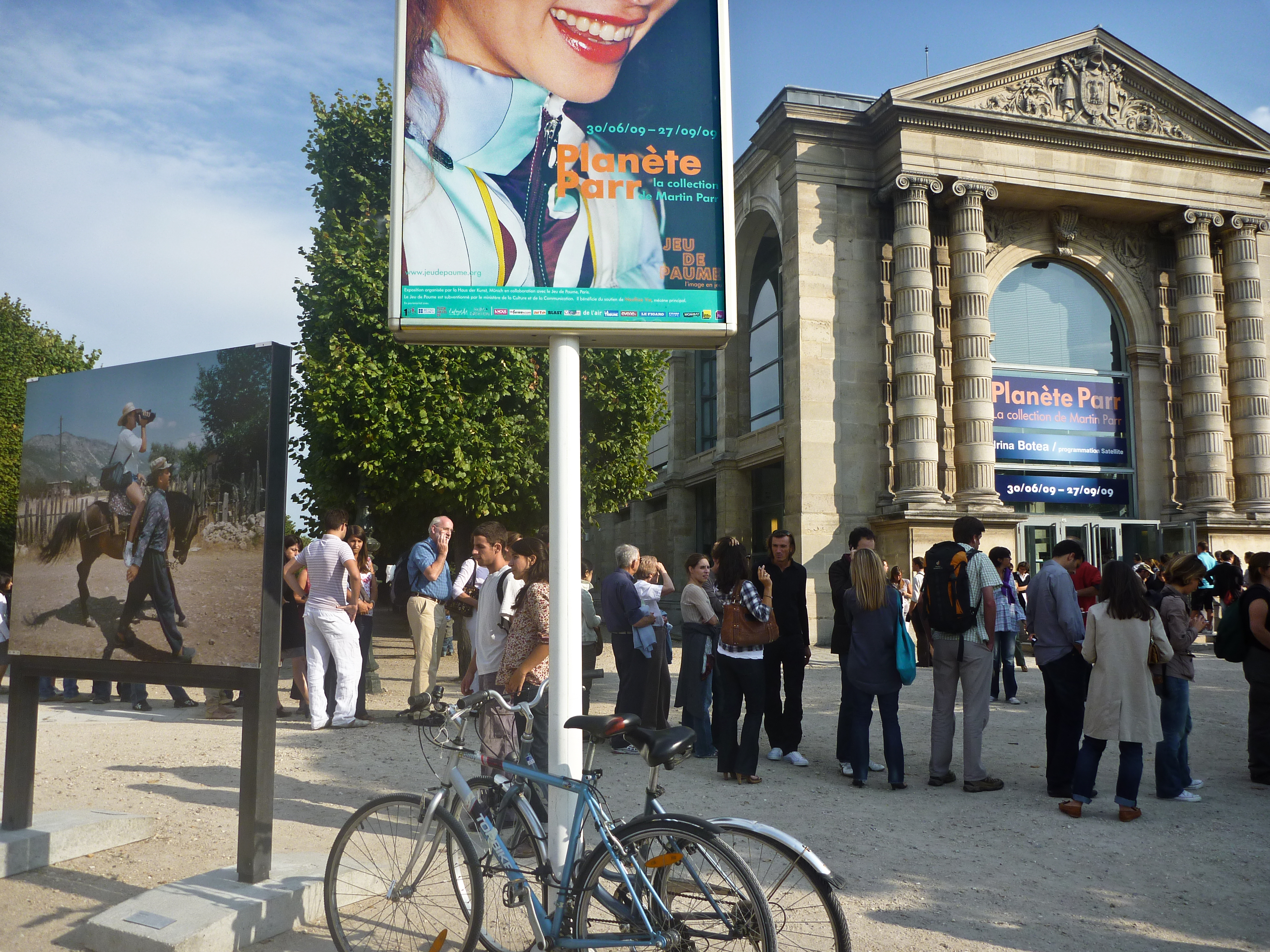
Ausstellung Planète Parr, 2009

- 2004: Nuremberg : Les coulisses du pouvoir, Fotografien von Arno Gisinger
- 2004: Rineke Dijkstra
- 2005: Jean-Luc Moulène,
- 2005: Tony Oursler: Dispositifs
- 2005: Michal Rovner: Fields
- 2006: Craigie Horsfield
- 2006: Ed Ruscha:
- 2006: Cindy Sherman: Retrospektive
- 2006: Friedlander
- 2007: Pierre et Gilles: Double je – 1976–2007
- 2007: Steichen: Une épopée photographique
- 2008: Eija-Liisa Ahtila
- 2008: Alec Soth: Mississippi & Niagara
- 2008: Richard Avedon
- 2010: William Kentridge: Cinq Thèmes

### Thematische bzw. Sammelausstellungen
- 2004: L’Ombre du temps : Documents et expérimentations dans la photographie du XXe siècle
- 2005: Burlesques contemporains
- 2005: Chaplin et les images
- 2005: Croiser des mondes, Aspects du document contemporain
- 2007: L’Événement, les images comme acteurs de l’histoire